# Filip Starzyński (Fußballspieler)
Filip Starzyński (* 27. Mai 1991 in Stettin) ist ein polnischer Fußballspieler.

## Karriere

### Verein
Starzyński begann seine Karriere bei Wicher Przelewice. Danach spielte er für Salos Szczecin, wo er auf sich aufmerksam machte und in die Jugend von Ruch Chorzów wechselte. Im Sommer 2011 wurde er in den Kader der Profis aufgenommen und hat sich seitdem als Stammkraft etabliert. In 5 Jahren absolvierte er 101 Ligaspiele in der Ekstraklasa für Ruch und erzielte 21 Tore. Zur Saison 2015/16 wechselt Filip Starzyński nach Belgien zum KSC Lokeren. Im Januar 2016 wechselte er auf Leihbasis zurück nach Polen zu Zagłębie Lubin. Zur Saison 2016/17 wurde er für vier Jahre fest von Zagłębie verpflichtet.
Im Sommer 2023 kehrte er zu Ruch Chorzów zurück.

### Nationalmannschaft
Starzyński bestritt zwei Spiele für die polnische U-21. Im September 2014 wurde er erstmals zu einem Länderspiel der A-Nationalmannschaft berufen. Sein Debüt gab er beim 7:0-Sieg über Gibraltar im Qualifikationsspiel zur EM 2016 in Frankreich, als er in der 78. Minute für Kamil Grosicki eingewechselt wurde. In diesem Spiel bereitete er den Treffer zum 7:0 durch Robert Lewandowski in der 92. Minute vor.
Am 26. März 2016 wurde er im Vorfeld der EM ein weiteres Mal getestet und erzielte beim 5:0-Sieg gegen Finnland sein erstes Nationalmannschaftstor. Danach wurde er ins Aufgebot Polens aufgenommen. Seinen einzigen Einsatz beim Turnier hatte er im dritten Spiel gegen die Ukraine, als er bei 1:0-Führung in der 90. Minute eingewechselt wurde.